# Феоктист (епископ Рязанский)
Епископ Феоктист (ум. 1387) — епископ Русской церкви, епископ Рязанский и Муромский.
В 1385 году рукоположён во епископа Рязанского и Муромского митрополитом всея Руси Алексием.
Принимал участие в переговорах в Рязани игумена Сергия Радонежского с великим князем Олегом Ивановичем.
Скончался в 1387 году.